# Rogel Nachum
Rogel Nachum (hebräisch רוגל נחום; * 21. Mai 1967) ist ein ehemaliger israelischer Dreispringer.

## Leben
Er nahm an drei Olympischen Spielen teil: Barcelona 1992, Atlanta 1996 und Sydney 2000, wo er bei der Eröffnungsfeier die israelische Flagge trug. Nachum schied jeweils in der Qualifikation aus. Bei den Makkabiade-Spielen 1989 gewann er den Dreisprung mit 55 Fuß 0 1/4 Zoll (16,77 m) und wurde anschließend vom US-amerikanischen Leichtathletiktrainer Steve Miller für die Kansas State University rekrutiert.
Nachums Bestleistungen sind:
- Dreisprung: 17,20 m, gesprungen 1992 in Sevilla und 1998 in Tel Aviv (17,31 m, mit 2,3 Meter/Sekunde Rückenwind, gesprungen 1991 in Tel Aviv)
- Weitsprung: 7,96 m, gesprungen 1990 in Budapest
- Hochsprung: 2,18 m